# Роберто Міранда
Роберто Міранда (порт. Roberto Miranda, нар. 31 липня 1944, Сан-Гонсалу) — колишній бразильський футболіст, що грав на позиції нападника.
Найкращий бомбардир в історії клубу «Ботафогу» (154 голи), також виступав за національну збірну Бразилії, у складі якої став чемпіоном світу.

## Клубна кар'єра
Роберто Міранда розпочав кар'єру у віці 14 років у клубі «Нітерой», кольори якого захищав його батько, який грав на позиції воротаря. Потім він грав за молодіжний склад «Флуміненсе». Свою професійну кар'єру Міранда розпочав у клубі «Ботафогу», дебютувавши в складі команди 22 липня 1962 року в матчі чемпіонату штату Ріо-де-Жанейро з клубом «Оларія», що завершився внічию 2:2. Міранда виступав за цей клуб протягом 9 років, зігравши в 352 матчах і забивши 154 голи.
У 1971 році він перейшов до «Фламенго» на запрошення головного тренера клубу Дорівала Юстріча. Дебютував у складі команди 7 березня 1971 року в матчі з «Корінтіансом» (3:1). У наступній грі, 11 березня, з «Мадурейрою», Міранда забив перший м'яч за клуб. Всього за клуб Міранда провів 11 матчів і забив 3 голи. Більше двох років він не виступав через важку травму.
У 1973 році Міранда перейшов в «Корінтіанс», проте в цьому клубі його виступам завадили травми, а також те, що Міранда, який всю кар'єру грав центрфорварда, був переведений на правий фланг нападу. 
Завершив професійну ігрову кар'єру в клубі «Америка» (Ріо-де-Жанейро), за який виступав протягом 1976 року. Після цього Роберто Міранда працював службовцем у державному магазині з продажу ліків малозабезпеченим людям у Нітерої.

## Виступи за збірну
1964 року Міранда вперше був викликаний до складу олімпійської команди, яка готувалася до Олімпіади-1964. Його дебют відбувся 7 червня 1964 року в матчі з Перу на передолімпійському турнірі. Всього за олімпійську команду Міранда провів 5 матчів і забив 3 голи, з них 3 гри і 2 голи на Олімпіаді. 
У складі першої команди Міранда дебютував 19 вересня 1967 року в матчі з Чилі, в якому бразильці перемогли 1:0. У 1970 році він поїхав на чемпіонат світу в Мексиці, де зіграв 2 гри, здобувши того року титул чемпіона світу. 

## Титули і досягнення

### Командні
- Володар Кубка Бразилії (1):

«Ботафогу»: 1968
- Чемпіон штату Ріо-де-Жанейро (4):

«Ботафогу»: 1962, 1967, 1968
«Фламенго»: 1972
- Чемпіон турніру Ріо-Сан-Паулу (3):

«Ботафогу»: 1962, 1964, 1966
- Володар Кубка Гуанабара (3):

«Ботафогу»: 1967, 1968
«Фламенго»: 1972
- Чемпіон світу (1):

Бразилія: 1970

### Особисті
- Найкращий бомбардир чемпіонату штату Ріо-де-Жанейро: 1968 (13 голів)